# Concentricicloïdeus
Els concentricicloïdeus (Concentricycloidea) són una infraclasse d'equinoderms de la classe dels asteroïdeus. Només es coneixen dues espècies, Xyloplax turnerae i Xyloplax medusiformis.

## Característiques
Es tracta de petits animals, de mida inferior a un centímetre, descoberts el 1986 en aigües profundes de Nova Zelanda. Tenen un cos aplanat en forma de disc, amb espines que radien de la vora, però no tenen braços, a diferència de les estrelles de mar o les ofiures. El seu aparell digestiu és molt reduït i poden absorbir matèria orgànica directament a través d'una superfície membranosa que recobreix la boca.